# Chrioloba olivaria
Chrioloba olivaria là một loài bướm đêm trong họ Geometridae.